# Maternitate (pictură de Nicolae Grigorescu)
Acest articol dezvoltă secțiunea Opera a articolului principal Nicolae Grigorescu.
Maternitate este o pictură realizată de artistul român Nicolae Grigorescu.  Lucrarea a fost semnată de către pictor dar nu a fost datată. Critica de specialitate a stabilit anul în care a fost creată - 1867, an în care artistul a revenit pentru o scurtă perioadă de timp în România de la Barbizon. Tabloul înfățișează interiorul sărăcios al unei case țărănești unde o mamă își veghează copilul adormit. Această tematică a mai fost reluată de Nicolae Grigorescu în tabloul realizat în anul 1870 intitulat Vatra de la Rucăr.

## Descrierea lucrării
Tabloul înfățișează interiorul sărăcios al unei case țărănești unde o mamă își veghează copilul adormit. Această tematică a mai fost reluată de Nicolae Grigorescu în tabloul realizat în anul 1870 intitulat Vatra de la Rucăr. Și aceasta din urmă a fost tratată cu aceeași emoție lăuntrică ca și Maternitate. Cele două pânze își au obârșia în amintirile pe care Nicolae le avea din copilărie. Se poate vedea venerația pe care pictorul o avea pentru propria-i mamă care rămasă fără sprijinul soțului a fost nevoită să-și crească singură copii.
În toată opera care a lăsat-o posterității, Nicolae Grigorescu nu a reușit să facă folosind mijoace atât de sobre o expresie mai interiorizată și mai concentrată ca în această lucrare. A folosit magia luminii și a umbrelor care țes o atmosferă delicată de poezie ce trezește vibrații multiple și rezonanțe ample. Ea este o pictură care se adresează nu numai sufletului ci și ochiului.
Despre o pictură intitulată Maternitate a vorbit și Alexandru Vlahuță, care a descris-o ca o scenă de interior în care o mamă își adoarme copilul în fața unei vetre. În opinia lui George Oprescu, precizările lui Vlahuță ar fi fost eronate referitor la titlu, probabil el se referea la Vatra de la Rucăr datată în anul 1870. Oprescu a stabilit evaluarea datării pânzei Maternitate în anul 1867. Imaginea evocată este una a sărăciei, transpusă cu mare gravitate într-un interior unde mama șade pe jos, direct pe pământ și nu pe scânduri. Descrierea interiorului a beneficiat de tușe largi și precise, tușe care au în sine o putere de sinteză impresionantă.
Lucrarea a fost catalogată de George Oprescu ca fiind de fapt o schiță în care sunt figurate observațiile multiple ale artistului despre un subiect atât de sensibil. Se poate simți sentimentul de reculegere umană și de mare simpatie cu care a fost înfățișată scena. Privind această capodoperă grigoresciană, nu se poate ca spectatorului avizat să nu-i treacă prin minte feluritele pânze create de mari maeștri europeni în care mamele își adorm copii cu același sentiment înduioșător și în același mediu sărăcăcios.